# Кротівщина
Кроті́вщина (до початку XX ст. ще звалось Миколаївка) — село у Великобагачанській селищній громаді Миргородського району Полтавської області. Населення станом на 2001 рік становило 808 осіб. Колишній орган місцевого самоврядування — Кротівщинська сільська рада.

## Географія
Село Кротівщина знаходиться на березі пересихаючої річки Багачка, вище за течією на відстані 0,5 км розташоване село Скибівщина, нижче за течією на відстані 0,5 км розташоване село Лукаші. На річці є кілька загат.
Віддаль від центру громади — 15 км, від найближчої залізничної станції Миргород — 28 км.

## Історія
Імовірно, село було засноване у XIX ст. у Кротовій Балці (звідси й походить сучасна назва).
У 1868 році село існувало під назвою Кротівські хутори.
У 1883 році в Кротівщині було збудовано дерев'яну Петро-Павлівську церкву.
Станом на 1885 рік у колишньому державному і власницькому хуторі при річці Багачці Багачанської волості Миргородського повіту Полтавської губернії мешкало 780 осіб, налічувалось 161 дворове господарство, існували постоялий будинок і 16 вітряних млинів.
У 1900 році село було записане як Миколаївка (назва існувала до встановлення радянської влади).
У 1902 Петро-Павлівська церква володіла 31 дес. ружної землі, 2 дес. під садибою та церковним погостом. Мала 2 будинки для квартир причту. Діяли церковна бібліотека, церковнопарафіяльне попечительство; у парафії – початкове народне училище. До парафії входили село Скубівщина, хутори: Балюковий, Бехтерщина. Парафіян – 1239 душ чоловічої, 1251 душа жіночої статі.
У 1910 році в Кротівщині (разом з хуторами) Багачанської волості Миргородського повіту було 207 господарств, 1405 жителів, земська школа.
У січні 1918 року в селі розпочалась радянська окупація.
У 1920 році село стало центром Кротівщинської сільської ради.
За переписом 1926 року у Кротівщині Кротівщинської сільської ради було 334 господарства і 1856 жителів.
У 1929-1930 роках була проведена примусова колективізація господарств; у 1930-х роках у селі з'явилося 2 трактори.
У 1932–1933 роках внаслідок Голодомору, проведеного радянською владою, у селі загинуло 274 мешканці, у тому числі встановлено імена 260 загиблих.
У 1939 році по сільській раді було 1794 жителі.
У період німецько-фашистської окупації (16 вересня 1941 — 21 вересня 1943) на примусові роботи до Німеччини гітлерівці вивезли 157 чол.
У 1957 році в селі було встановлено пам'ятник воїнам-односельцям, що полягли (224 чол.) на фронтах Німецько-радянської війни.
У 1966 році колгосп ім. Котляревського, центральна садиба якого містилася в селі, мав 4087 га земельних угідь. Виробничим напрямом було рільництво. Розвинуте було також тваринництво.
У 1966 році в Кротівщині була лікарня на 25 ліжок, середня школа, 4 бібліотеки, клуб. Населення становило 1135 чол. Сільській раді були підпорядковані населені пункти Лукаші, Новоселівка (нині не існує), Скибівщина.
У 1967 році в селі було встановлено пам'ятник І. П. Котляревському.
У 1990 році населення села становило 937 осіб.
У 1991 році в селі була центральна садиба колгоспу ім. І. П. Котляревського (зернового напряму, тваринництво), відділення зв'язку, середня школа, лікарня, Будинок культури на 250 місць, бібліотека (11,9 тис. одиниць літератури), музей.

## Уродженці
- Борблик Митрофан Савич (1878—?) — священнослужитель

## Економіка
- Молочно-товарна ферма
- ПП «Урожай»

## Об'єкти соціальної сфери
- Кротівщинська загальноосвітня школа І-ІІІ ступенів
- Будинок культури на 250 місць
- Бібліотека

## Пам'ятки історії
- Могила невідомого радянського воїна, що загинув 1943 року, пам’ятник полеглим воїнам-односельчанам
- Пам'ятник-бюст І. П. Котляревському